# Lipsko (gromada w powiecie lipskim, 1961–1972)
Lipsko – dawna gromada, czyli najmniejsza jednostka podziału terytorialnego Polskiej Rzeczypospolitej Ludowej w latach 1954–1972.
Gromady, z gromadzkimi radami narodowymi (GRN) jako organami władzy najniższego stopnia na wsi, funkcjonowały od reformy reorganizującej administrację wiejską przeprowadzonej jesienią 1954 do momentu ich zniesienia z dniem 1 stycznia 1973, tym samym wypierając organizację gminną w latach 1954–1972.
Gromadę Lipsko z siedzibą GRN w mieście Lipsko (nie wchodzącym w jej skład) utworzono 31 grudnia 1961 w powiecie lipskim w woj. kieleckim z obszarów zniesionych gromad Lipa Miklas i Szymanów.
W 1965 roku gromada miała 27 członków gromadzkiej rady narodowej.
1 lipca 1967 do gromady Lipsko przyłączono wsie Poręba i Śląsko ze znoszonej gromady Daniszów (uchwałę opublikowano dopiero 25 kwietnia 1969).
1 stycznia 1969 z gromady Lipsko wyłączono: a) wsie Nowa Wieś i Lucjanów włączając je do gromady Krępa Kościelna, b) wieś Katarzynów włączając ją do gromady Wola Solecka i c) wieś Wólka Dąbrowska włączając ją do gromady Ciepielów w tymże powiecie.
Gromada przetrwała do końca 1972 roku, czyli do kolejnej reformy gminnej. 1 stycznia 1973 w powiecie lipskim reaktywowano zniesioną w 1954 roku gminę Lipsko (do 1954 gmina znajdowała się w powiecie iłżeckim).
Uwaga: Gromada Lipsko (o innym składzie) istniała również w latach 1954–57 w powiecie iłżeckim i lipskim.